# Affandi
Affandi Koesoema (Cirebon, 18 mei 1907 – Yogyakarta, 23 mei 1990) was een Indonesisch kunstschilder die bekendstaat als een van de belangrijkste vertegenwoordigers van het expressionisme in Zuidoost-Azië. Hij wordt vaak gerekend tot de invloedrijkste moderne kunstenaars van Indonesië.

## Leven en opleiding
Affandi werd geboren in Cirebon, West-Java, als zoon van Raden Koesoema, een opzichter bij een suikerfabriek in Ciledug. Zijn vader hoopte dat hij arts zou worden, maar Affandi volgde na zijn middelbare schoolopleiding in Batavia (het huidige Jakarta) zijn interesse in de beeldende kunst. Rond 1934 begon hij zichzelf op autodidactische wijze te ontwikkelen als schilder, zonder formele kunstopleiding. In 1933 trouwde hij met Maryati, een kunstenares. Samen kregen zij een dochter, Kartika Affandi, die later uitgroeide tot een gerenommeerd kunstschilder.
Affandi begon zijn loopbaan als bioscoopaffichemaker en kaartjescontroleur in Bandung. In de jaren dertig sloot hij zich aan bij de kunstenaarsgroep Kelompok Lima Bandung (Groep van Vijf Bandung), samen met onder anderen Hendra Gunawan, Barli Sasmitawinata, Sudarso en Wahdi. In 1938 was hij medeoprichter van Persagi (Persatuan Ahli Gambar Indonesia), de eerste moderne kunstenaarsvereniging in Nederlands-Indië, die zich afzette tegen koloniale academische stijlen.
Zijn eerste solotentoonstelling vond plaats in 1943, tijdens de Japanse bezetting, onder auspiciën van Poetera (Pusat Tenaga Rakyat), waarvan de culturele afdeling werd geleid door onder anderen Soekarno en S. Sudjojono.
In de jaren vijftig ontwikkelde Affandi een persoonlijke, expressionistische stijl waarbij hij verf rechtstreeks uit de tube op het doek aanbracht en uitsmeerde met zijn vingers. Deze werkwijze verleende zijn schilderijen een directe, emotioneel geladen uitstraling. Affandi voelde zich verwant met kunstenaars als Vincent van Gogh, Francisco Goya, Edvard Munch en Pieter Bruegel, maar uitte ook kritiek op het classificeren van zijn werk binnen westerse kunsttermen.

## Internationale erkenning
Vanaf de jaren 1950 verwierf Affandi internationale bekendheid met tentoonstellingen in onder meer India, het Verenigd Koninkrijk, Frankrijk, Nederland, Italië, de Verenigde Staten, Brazilië, Japan en Australië. Hij vertegenwoordigde Indonesië op diverse internationale kunstmanifestaties, waaronder de Biënnale van São Paulo in 1952 en 1956, en de Biënnale van Venetië in 1954, waar hij internationale waardering ontving.
In 1957 ontving hij een studiebeurs van de Amerikaanse overheid om onderwijs- en tentoonstellingsmethoden te bestuderen. Tijdens zijn verblijf werd hij benoemd tot honorair hoogleraar aan de Ohio State University in Columbus, Ohio.
In de daaropvolgende decennia volgden meerdere onderscheidingen. In 1974 kende de National University of Singapore hem een eredoctoraat toe. In 1977 ontving hij de Vredesprijs van de Dag Hammarskjöld Foundation. In hetzelfde jaar werd hij in Florence onderscheiden met de eretitel Grand Maestro voor zijn bijdrage aan de internationale kunstwereld.
Gedurende zijn loopbaan maakte Affandi meer dan 2.000 schilderijen, waaronder een groot aantal zelfportretten, die tot zijn bekendste en meest persoonlijke werken worden gerekend.

## Politiek en maatschappelijk engagement
Na de Indonesische onafhankelijkheid leverde Affandi een bijdrage aan visuele propaganda, onder meer met de poster Boeng, Ayo Boeng!, die werd gemaakt op verzoek van president Soekarno. De poster werd visueel vormgegeven door Affandi en is deels geïnspireerd door een gedicht van Chairil Anwar. Het werk werd een iconisch symbool van het nationale ontwaken en de oproep tot verzet.
In de jaren 1950 werd Affandi benoemd tot lid van de Indonesische Konstituante (1956–1959), voorgedragen als partijloze vertegenwoordiger op initiatief van de Indonesische Communistische Partij (PKI). Binnen de commissie voor Perikemanusiaan (menselijkheid) sprak hij zich onder meer uit over dierenrechten (perikebinatangan), een destijds weinig besproken onderwerp in de Indonesische politiek.
Affandi was tevens betrokken bij Lekra (Lembaga Kebudajaan Rakjat), een linkse culturele organisatie die gelieerd was aan de PKI. Na de staatsgreep van 1965 en de daaropvolgende machtsgreep van Soeharto werd Lekra verboden en kwamen vele betrokkenen in opspraak of gevangenschap. Affandi bleef echter grotendeels buiten politieke vervolging, mede door zijn internationale reputatie.

## Museum Affandi
In 1973 stichtte Affandi zijn eigen museum aan de oever van de Gajah Wong-rivier in Yogyakarta. Het gebouw werd ontworpen door Affandi zelf en valt op door zijn organische architectuur, met een dak in de vorm van een bananenblad en kolommen met een organische, boomwortelachtige vorm. Het museumcomplex omvat meerdere zalen waarin meer dan 250 van zijn schilderijen worden tentoongesteld, naast werk van familieleden, waaronder zijn dochter Kartika Affandi.
Vanwege de hoge luchtvochtigheid en beperkte conserveringsmiddelen bestaan er zorgen over het behoud van de collectie. Affandi bracht zijn laatste levensjaren grotendeels door op het museumterrein, waar hij bleef schilderen en bezoekers ontving. Hij gaf ooit aan te willen sterven "in eenvoud, zonder iemand tot last te zijn" — een wens die werd vervuld toen hij in 1990 werd begraven op het terrein van het museum.

## Overlijden en nalatenschap
Affandi overleed op 23 mei 1990 in Yogyakarta en werd begraven op het terrein van zijn museum, in overeenstemming met zijn eigen wens. Hij wordt algemeen beschouwd als een van de grondleggers van de moderne Indonesische schilderkunst, met een karakteristieke expressieve stijl en een sterke humanistische inslag.
In Yogyakarta is een belangrijke verkeersader naar hem vernoemd: Jalan Affandi. Zijn werk wordt nog steeds internationaal tentoongesteld en geveild, en heeft blijvende invloed op generaties Indonesische kunstenaars.